# Eberhard Dennert

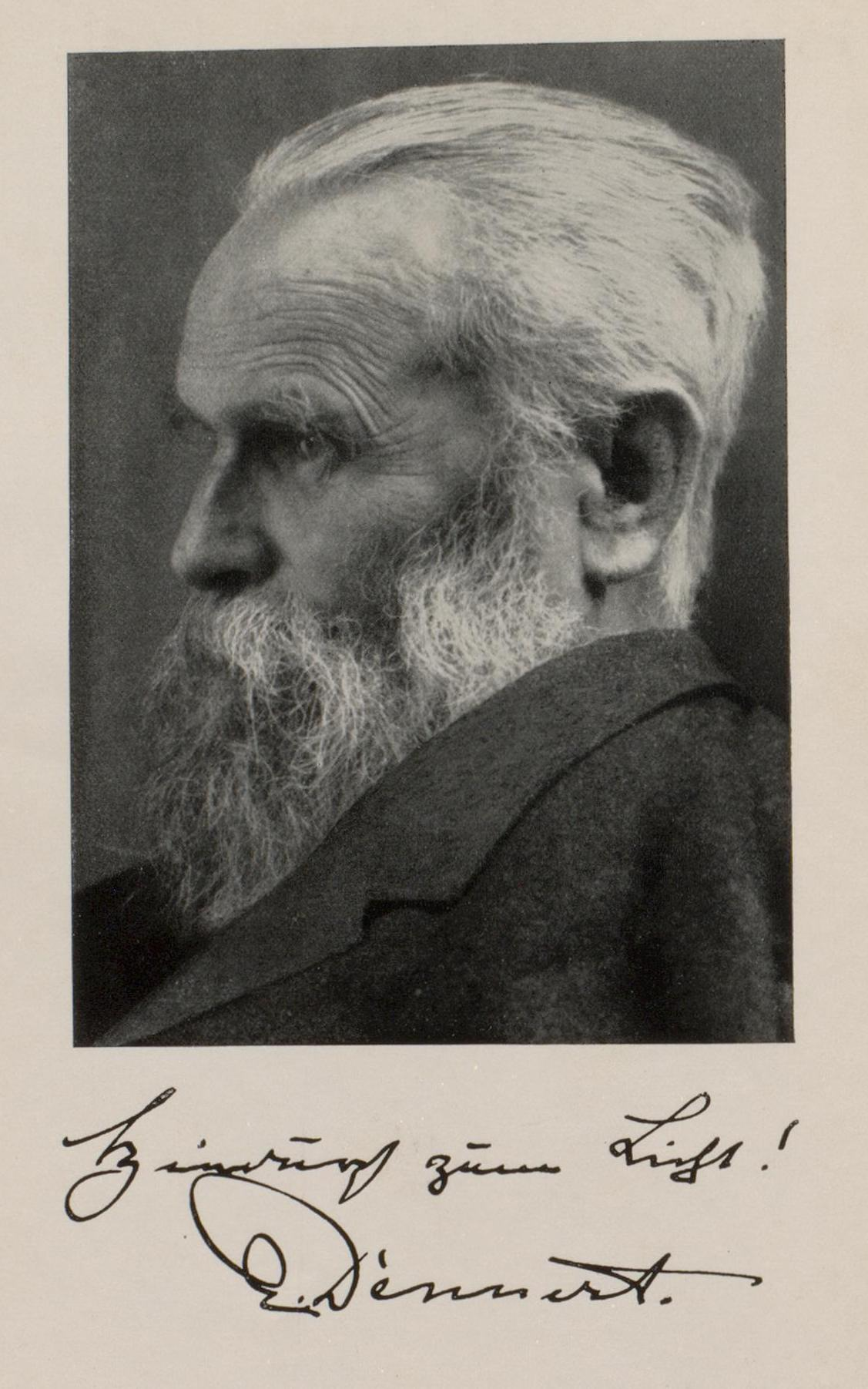
Eberhard Dennert, um 1937

Eberhard Gustav Heinrich Nathanael Dennert (* 31. Juli 1861 in Pützerlin bei Stargard; † 18. Juni 1942 in Bad Godesberg) war ein deutscher Naturforscher, Philosoph, Oberlehrer sowie Begründer und Leiter des Keplerbundes. 

## Leben

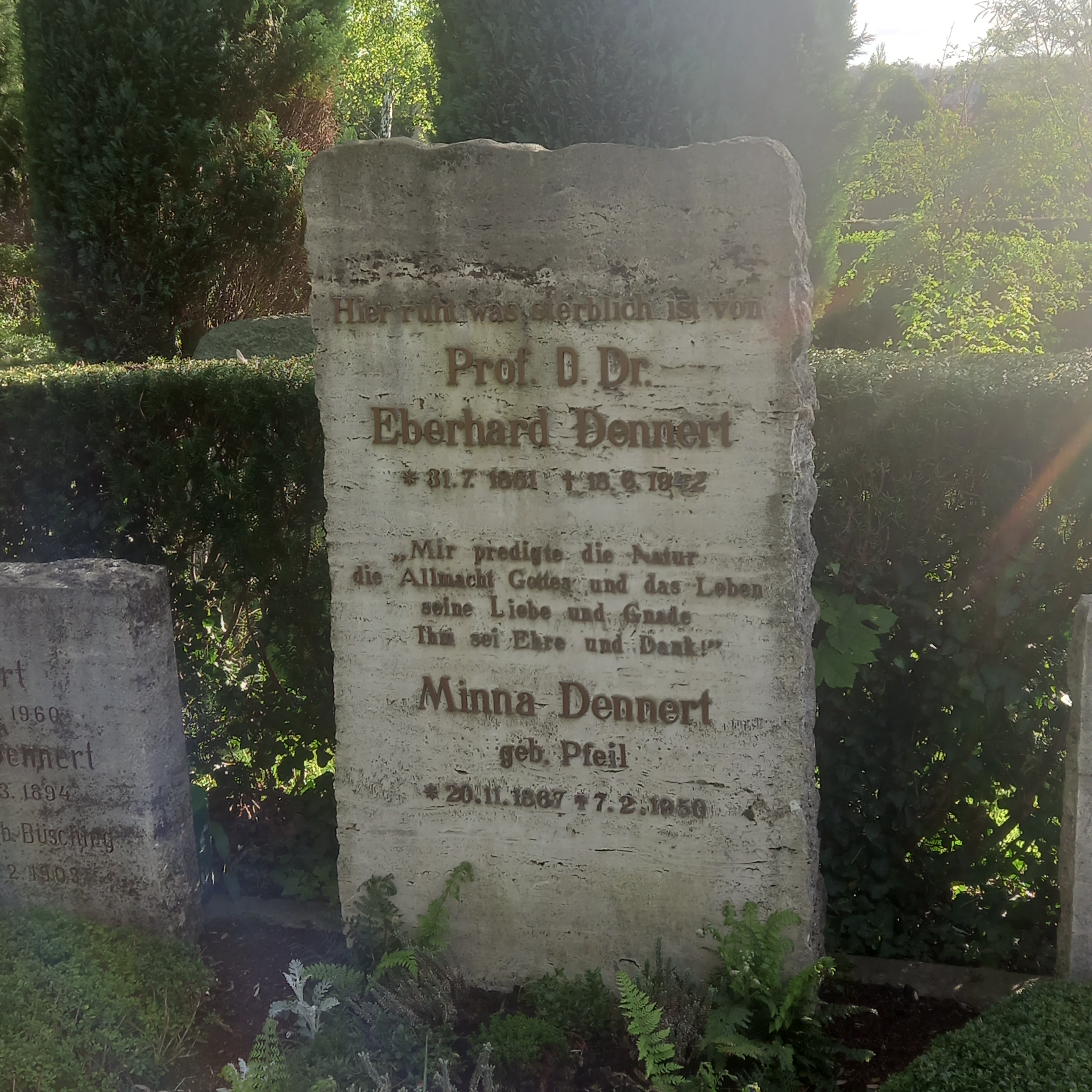
Das Grab von Eberhard Dennert und seiner Ehefrau Minna geborene Pfeil auf dem Rüngsdorfer Friedhof in Bonn

Dennert war der Sohn des evangelischen Pfarrers Ludwig Dennert und dessen Ehefrau Anna, geborene Büsching. Er besuchte das Realgymnasium in Lippstadt und war dort Schüler u. a. von Hermann Müller. Dennert studierte Naturwissenschaften in Bonn sowie in Marburg, wo er 1884 promovierte, 1885 das Staatsexamen ablegte und als Assistent bei Albert Wigand arbeitete. Während des Studiums wurde er Mitglied im Bonner und Marburger Wingolf.
1907 gründete Eberhard Dennert in Frankfurt am Main den Keplerbund zur Förderung der Naturerkenntnis mit Sitz in Godesberg. Der Keplerbund widmete sich der Bekämpfung der Darwinschen Evolutionstheorie und des materialistischen Monismus, wie er von Ernst Haeckel vertreten wurde. Er gilt als Antwort christlich (evangelisch) orientierter Naturwissenschaftler auf die intensive Öffentlichkeitsarbeit des 1906 von Ernst Haeckel gegründeten Deutschen Monistenbundes. Enge Kontakte unterhielt Dennert zu prominenten christlichen Naturwissenschaftlern wie Johannes Reinke und Erich Wasmann.
Dennert war von 1889 bis 1908 Lehrer am Evangelischen Pädagogium in Godesberg sowie Redakteur und Herausgeber der „Deutschen Enzyklopädie“: Dennerts Konversations Lexikon, 3 Bände, in der 3. erweiterte Auflage, Verlag der Badischen Presse, Karlsruhe, 1910. Für die Gesamtredaktion des Werks war sein Bundesbruder der Theologe Karl Mützelfeldt zuständig. Von 1903 bis 1910 gab er die Zeitschrift Glaube und Wissen heraus, von 1909 bis 1920 Unsere Welt.
Unter dem Pseudonym Gustav Hein hat Dennert u. a. den Roman Werner Stauf, der Monist (1914) veröffentlicht.

## Werke
- Vergleichende Pflanzenmorphologie. Weber, Leipzig 1894 (Digitalisat der Universitäts- und Landesbibliothek Düsseldorf).
- Vom Sterbelager des Darwinismus. Kielmann, Stuttgart 1903. Ins Englische übersetzt als At the Deathbed of Darwinism von Edwin V. O’Harra & John H. Peschges. German Literary Board, Burlington 1904 (Digitalisat und Volltext beim Project Gutenberg).
- Vom Untergang der Kulturen zum Aufstieg der Menschheit : Betrachtungen über die Grundgesetze einer Kulturbiologie. Verlag des westfälischen Volksdienstes, Witten 1923.
- Hindurch zum Licht! Erinnerungen aus einem Leben der Arbeit und des Kampfes. Steinkopf, Stuttgart 1937.